# Kaczawa
Kaczawa (niem. Katzbach, dawniej Kacbacha) – rzeka w południowo-zachodniej Polsce, na Dolnym Śląsku, lewy dopływ Odry. Przepływa przez województwo dolnośląskie. Swoje źródła ma w Górach Kaczawskich (Góry Ołowiane – pn. stok zalesionej góry Turzec), powyżej Kaczorowa. Obecnie dla Gór Pogórza Kaczawskiego Kaczawa stanowi istotny składnik krajobrazu, zaś w czasach historycznych stanowiła główną oś komunikacyjną i osadniczą regionu.

## Nazwa
Pochodzenie nazwy nie jest całkiem jasne. W pierwszej wzmiance (1255) występuje w wersji niemieckiej jako Kazbach, następnie jako Cachbac (1267), ale w rodzaju żeńskim, co pozwala na obecną rekonstrukcję. Jednak co oznaczał pierwotnie człon Kacz- – nie wiadomo. W językach słowiańskich występuje on w wielu wyrazach, związanych z błotem, roślinami, wywracaniem drzew. Ostatnia niemiecka wersja Katzbach, wiążąca się z kotem, jak i obecna polska, sugerująca pochodzenie od kaczek, są już tylko fonetycznymi adaptacjami pierwotnej nazwy. Po wojnie przez pewien czas nazywano rzekę Kocabą lub Kaczą Strugą. W roku 1613 śląski regionalista i historyk Mikołaj Henel z Prudnika wymienił rzekę w swoim dziele o geografii Śląska pt. Silesiographia podając jej łacińską nazwę: Cattus fl..

## Historia
Znaczna część dorzecza Kaczawy leży w terenie górskim i podgórskim. Przed wiekami (a nawet obecnie (Park Krajobrazowy Chełmy) dorzecze Kaczawy  wiele gęściej porośnięte lasami niż obecnie.Większe obszary leśne, co z tym idzie - chłonnej ściółki leśnej, oddawały wodę opadową równomierniej niż obszary trawiaste. Z tego powodu ilość wody płynącej rzeką była kiedyś znacznie większa niż obecnie - normalny poziom wody w rzece był porównywalny z obecnymi podtopieniami. Obszary zalewowe pokryte były głównie terenami podmokłymi i bagnistymi. Przebycie tych terenów było trudne, a dla wozów i ciężkiej jazdy nie możliwe poza utwardzonymi drogami. 
26 sierpnia 1813 roku podczas wojny Francji z szóstą koalicją rozegrała się Bitwa nad Kaczawą. Starcie miało miejsce na obszarze pomiędzy Kaczawą na pn. i pn-zach., wysoczyzną Płaskowyżu Janowickiego na wschodzie, a Warmątowicami i Bielowicami na południu, w odległości około 10 km. w linii prostej od murów miejskich ówczesnej Legnicy. Walka toczyła się pomiędzy armią francuską (102 000 żołnierzy) dowodzoną przez marszałka Macdonalda a armią prusko-rosyjską (114 000 żołnierzy) dowodzoną przez feldmarszałka Blüchera.

## Przebieg
Kaczawa przepływa przez Góry Kaczawskie, Pogórze Kaczawskie (Sudety Zachodnie) oraz Nizinę Śląsko-Łużycką. 
Nad Kaczawą położone są między innymi: Kaczorów, Wojcieszów, Świerzawa, Nowy Kościół, Jerzmanice-Zdrój, Złotoryja, Legnica i Prochowice. 
W górnym biegu rzeka posiada charakter górsko-wyżynnego potoku, poniżej Legnicy stopniowo nabiera bardziej nizinnego charakteru i uchodzi do Odry w okolicy Prochowic.

## Geologia
Pierwotnie obecną doliną Kaczawy płynął znacznie większy Bóbr, zaś Kaczawa stanowiła jego niewielki dopływ. To tłumaczy niewspółmierną do rzeki wielkość doliny, znaczną ilość osadzonych w niej żwirów i przede wszystkim fakt, że w żwirach tych znajdowane są otoczaki skał z Karkonoszy. Dla późniejszej historii regionu decydujący był fakt, że pra-Bóbr niósł ze sobą także łuseczki złota z granitu karkonoskiego, które jako ciężkie łatwo osadzały się tam, gdzie nurt rzeki słabł, a więc przede wszystkim w miejscu, w którym rzeka wypływa na nizinę. W ten sposób powstały złoża piasków złotonośnych w okolicach Złotoryi, ze względu na genezę określane jako wtórne złoża okruchowe. Gdy podczas alpejskich ruchów górotwórczych, w trzeciorzędzie, wypiętrzyły się dzisiejsze Góry Ołowiane, Bóbr zmienił koryto, skręcił na zachód i popłynął swą obecną doliną, przez dzisiejsze Pilchowice i Wleń. Jednak w okolicach Soboty najprawdopodobniej zmieniał kierunek z północnego na wschodni i w okolicach Jerzmanic ponownie łączył się z Kaczawą. 
Taki układ sieci rzecznej funkcjonował przez kilkadziesiąt mln lat i dopiero lądolód skandynawski, który stosunkowo niedawno, 200-100 tys. lat temu, zatarasował koryta rzek zmusił je do ostatecznego rozdzielenia. Pozostałość topniejącego lodowca – bryły martwego lodu zalegające w Kotlinie Proboszczowskiej i Rowie Świerzawskim spowodowały też lokalną zmianę biegu samej Kaczawy – dawniej jej dolina przebiegała nieco na zachód od obecnej, przez obie kotliny. Zablokowanie tej drogi zmusiło rzekę do wyżłobienia sobie przełomowego odcinka doliny przez porfirowe i bazaltowe wzniesienia Pogórza Złotoryjskiego (np. pod Wielisławką i pod Jeziorną). Dawne koryta Bobru i Kaczawy dają się jeszcze dziś rozpoznać jako ciągi podmokłych obniżeń, doliny współczesnych potoków i miejsca występowania żwirów rzecznych.

## Przyroda
Rzeka posiada cenną ichtiofaunę – gatunki przeważające to pstrąg potokowy i lipień (ten ostatni osiąga jednak powolne przyrosty). W dolnym biegu przeważają jaź, kleń i płoć. W ostatnich latach prowadzona jest restytucja populacji brzany. Znaczną przeszkodą w odbudowie ichtiofauny Kaczawy są liczne piętrzenia i jazy, zwłaszcza jaz w Prochowicach uniemożliwiający migrację ryb dwuśrodowiskowych na tarło (łosoś, troć, certa).

## Dopływy Kaczawy
- prawe:
  - Wilcza
  - Nysa Szalona
  - Wierzbiak
- lewe:
  - Czarna Woda

## Galeria

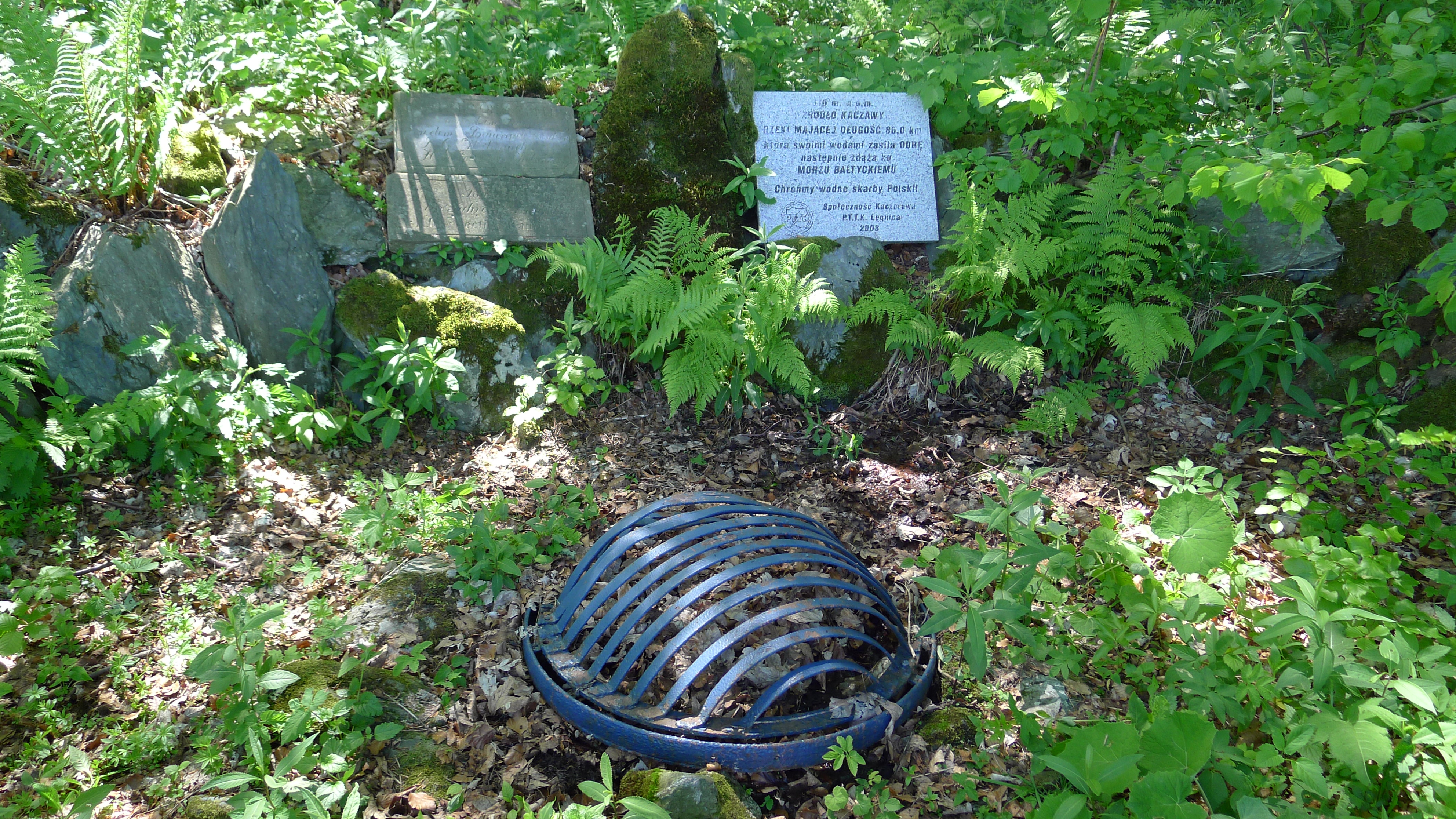
Źródło Kaczawy na zboczu góry Turzec
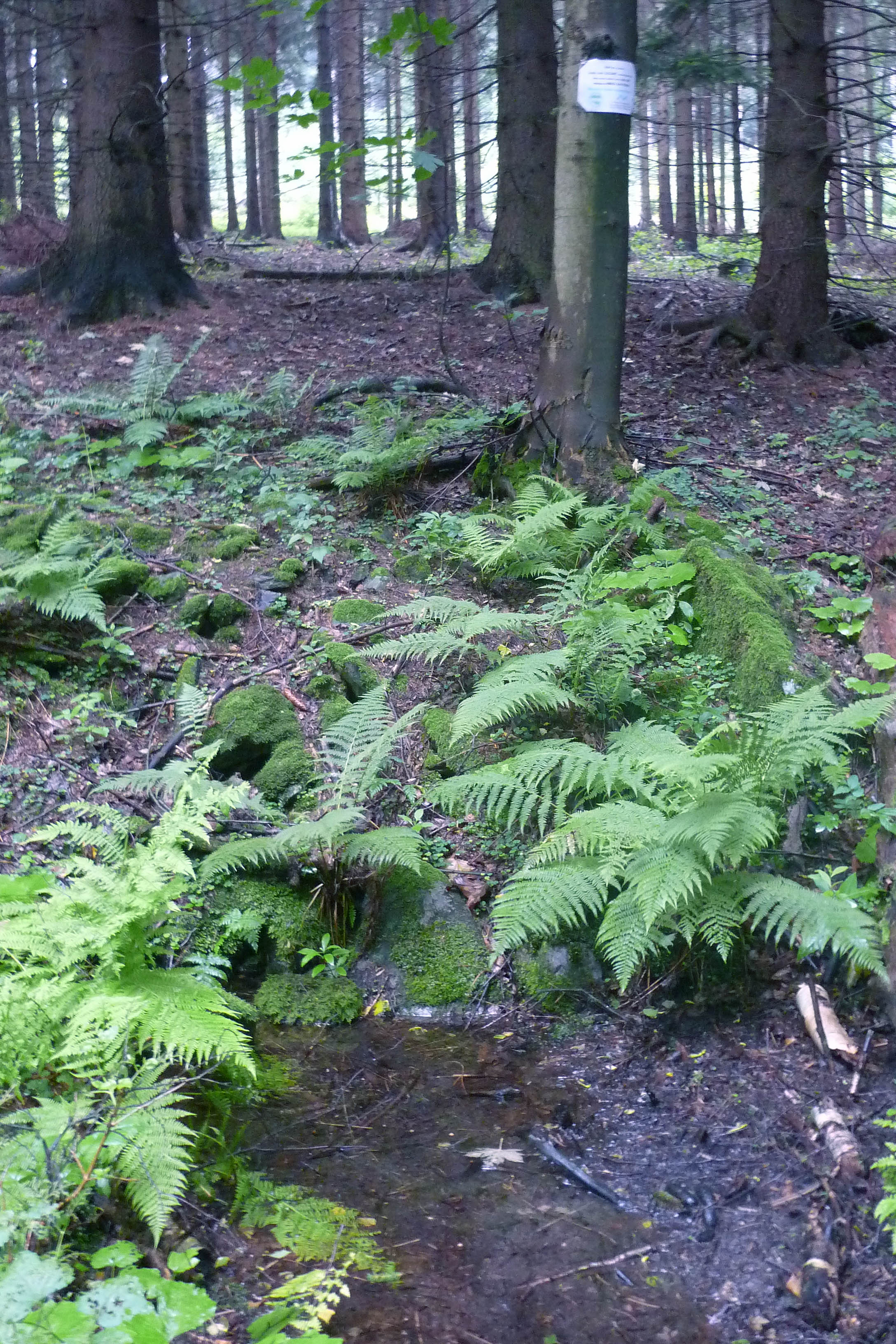
Źródło Kaczawy na zboczu góry Turzec
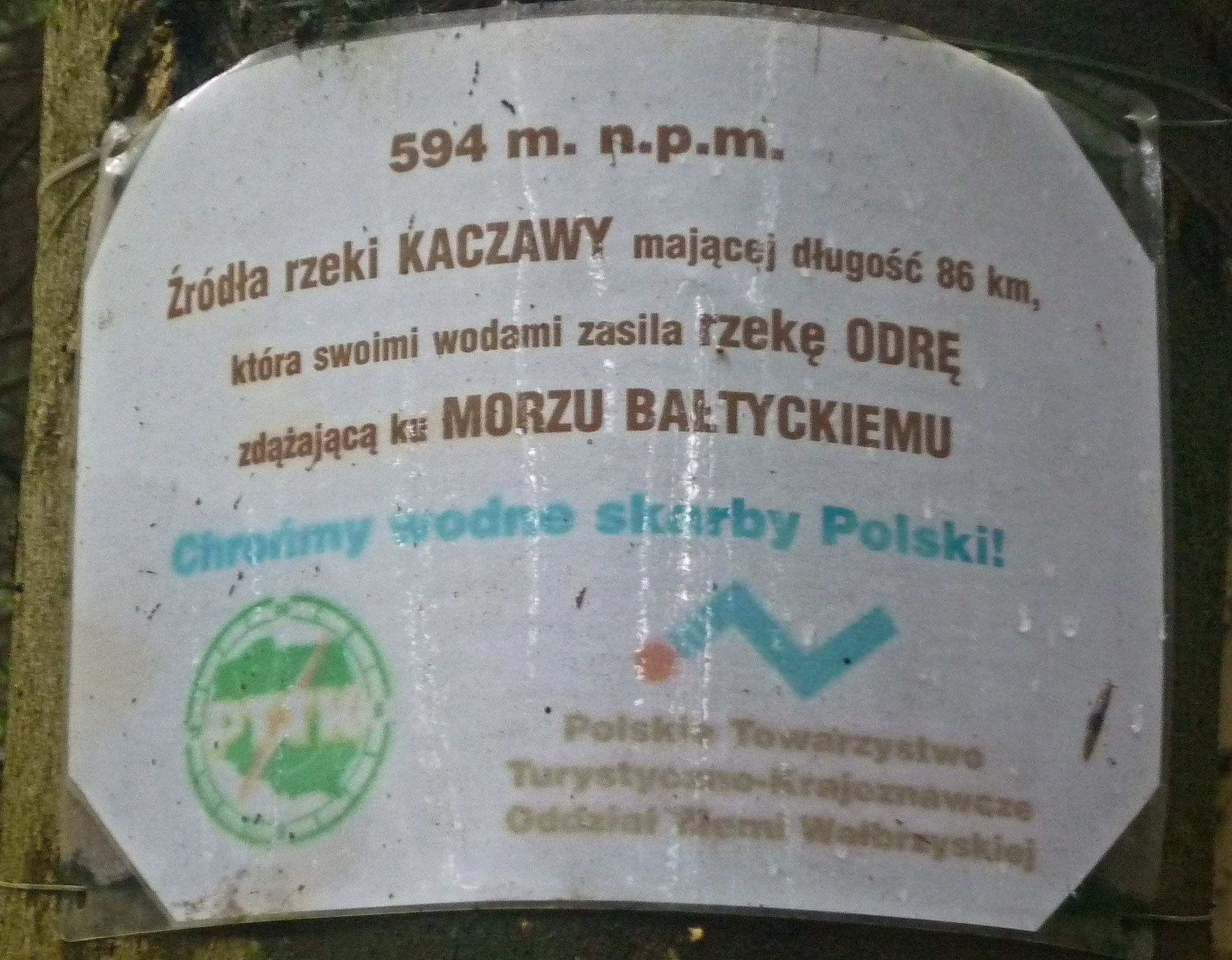
Oznaczenie źródła Kaczawy
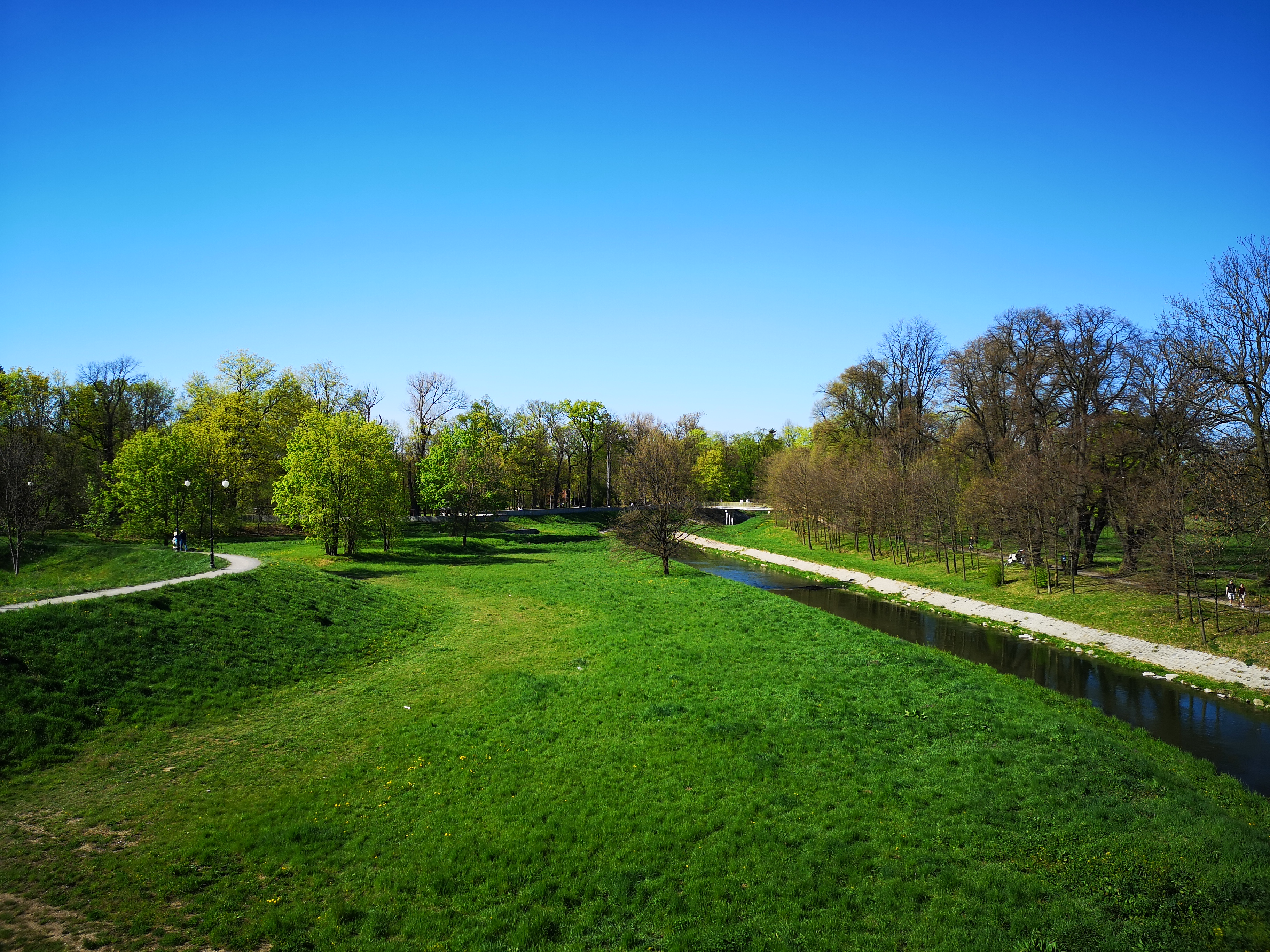
Kaczawa w pobliżu parku miejskiego w Legnicy
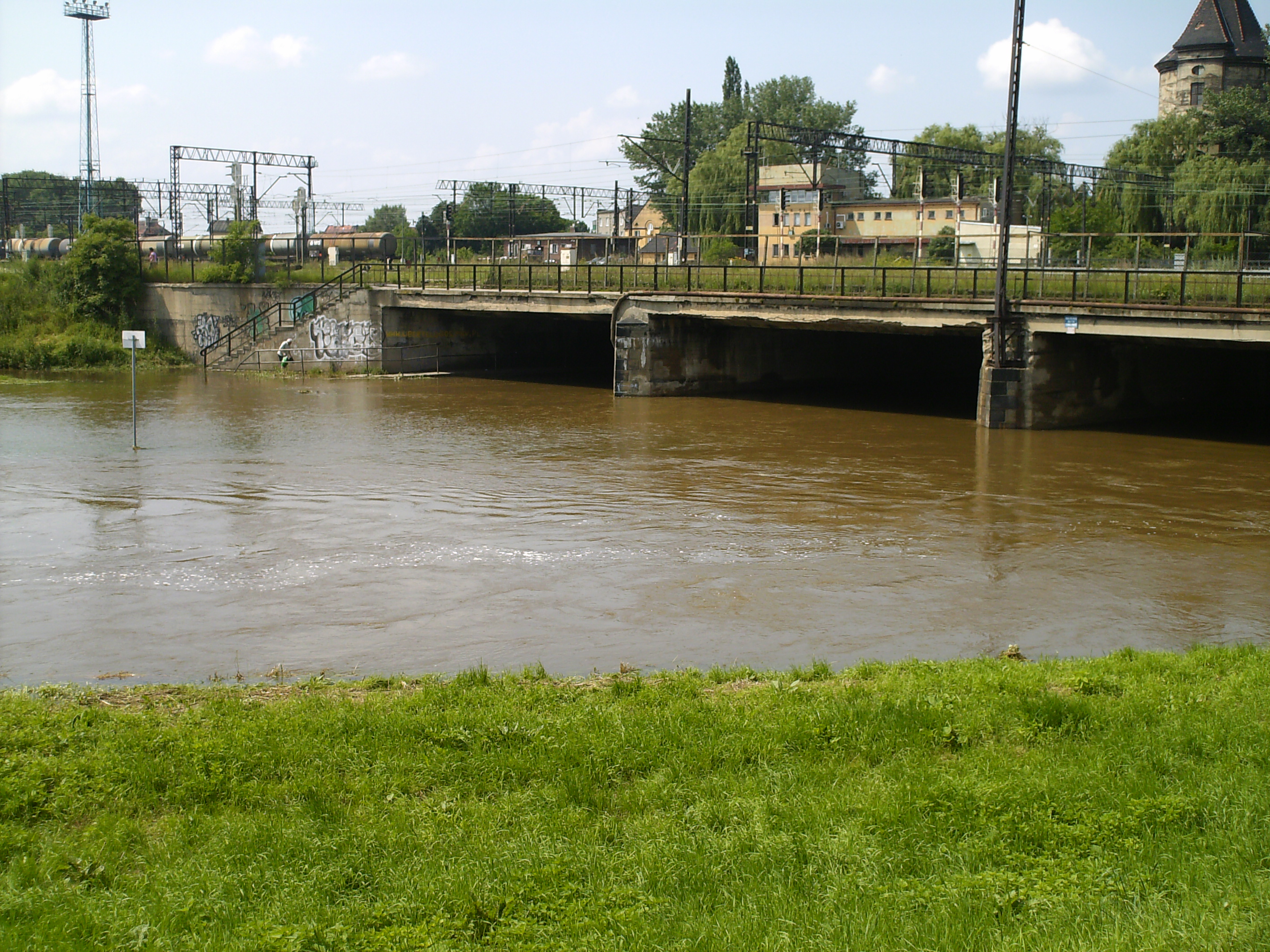
Kaczawa w pobliżu dworca w Legnicy
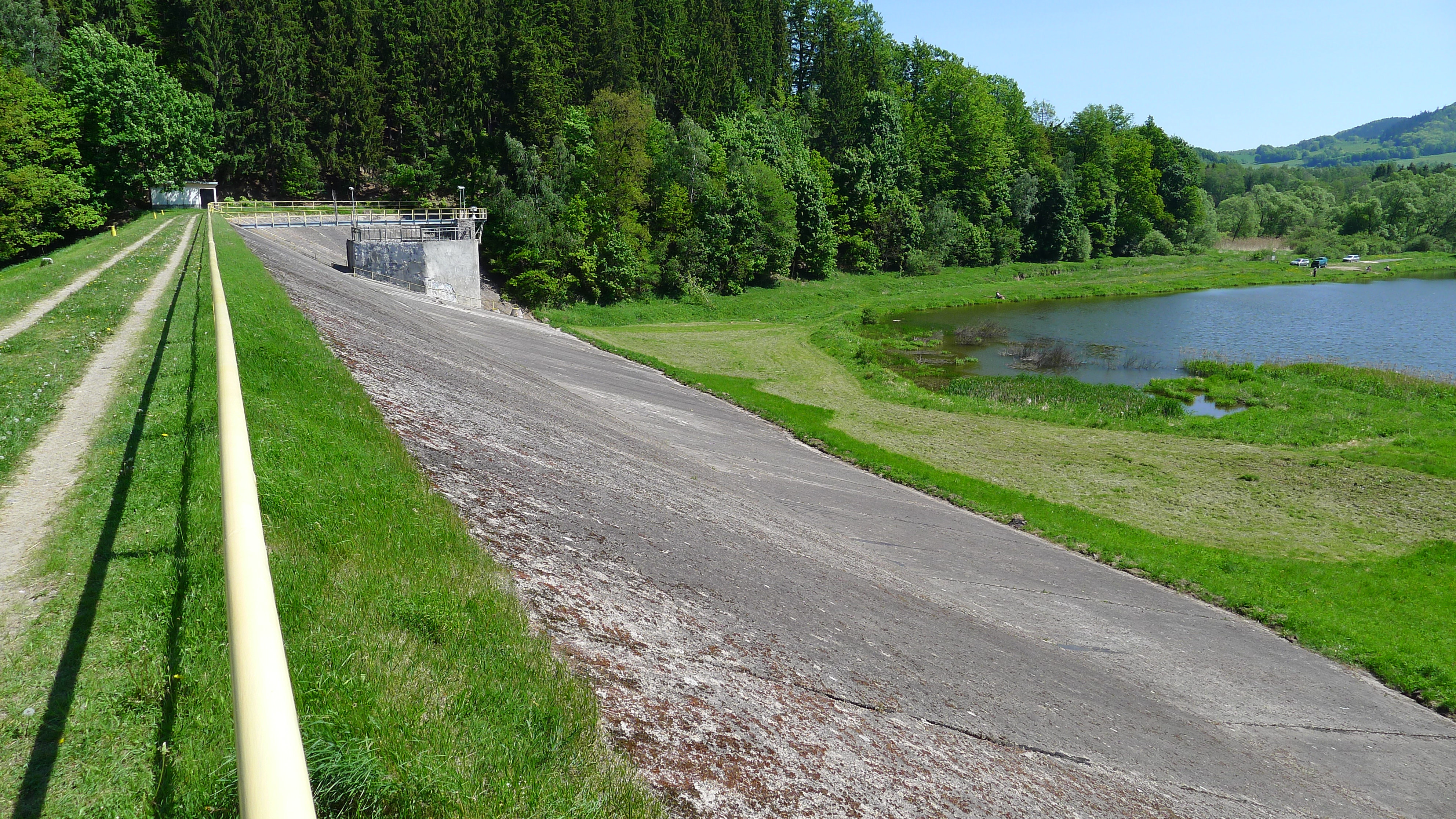
Zbiornik Kaczorowski
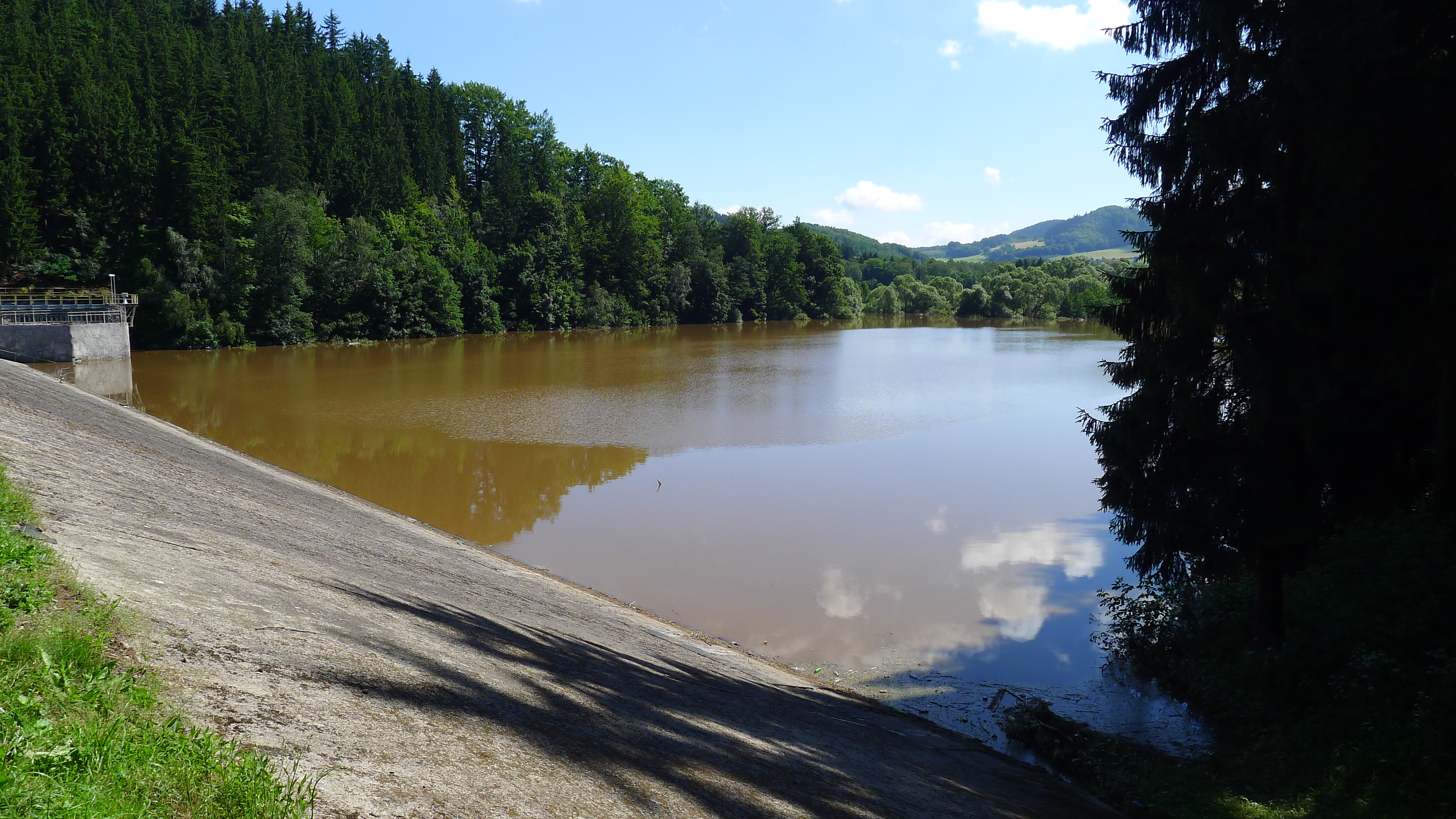
Zbiornik Kaczorowski podczas wezbrania wód
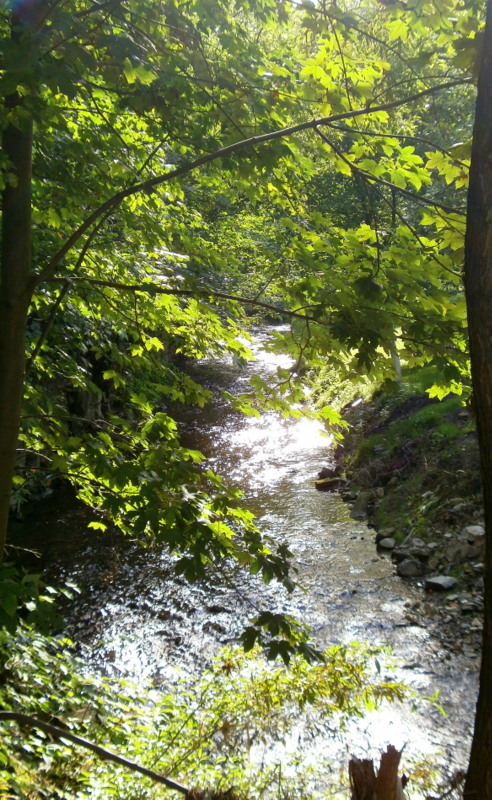
Kaczawa w Wojcieszowie
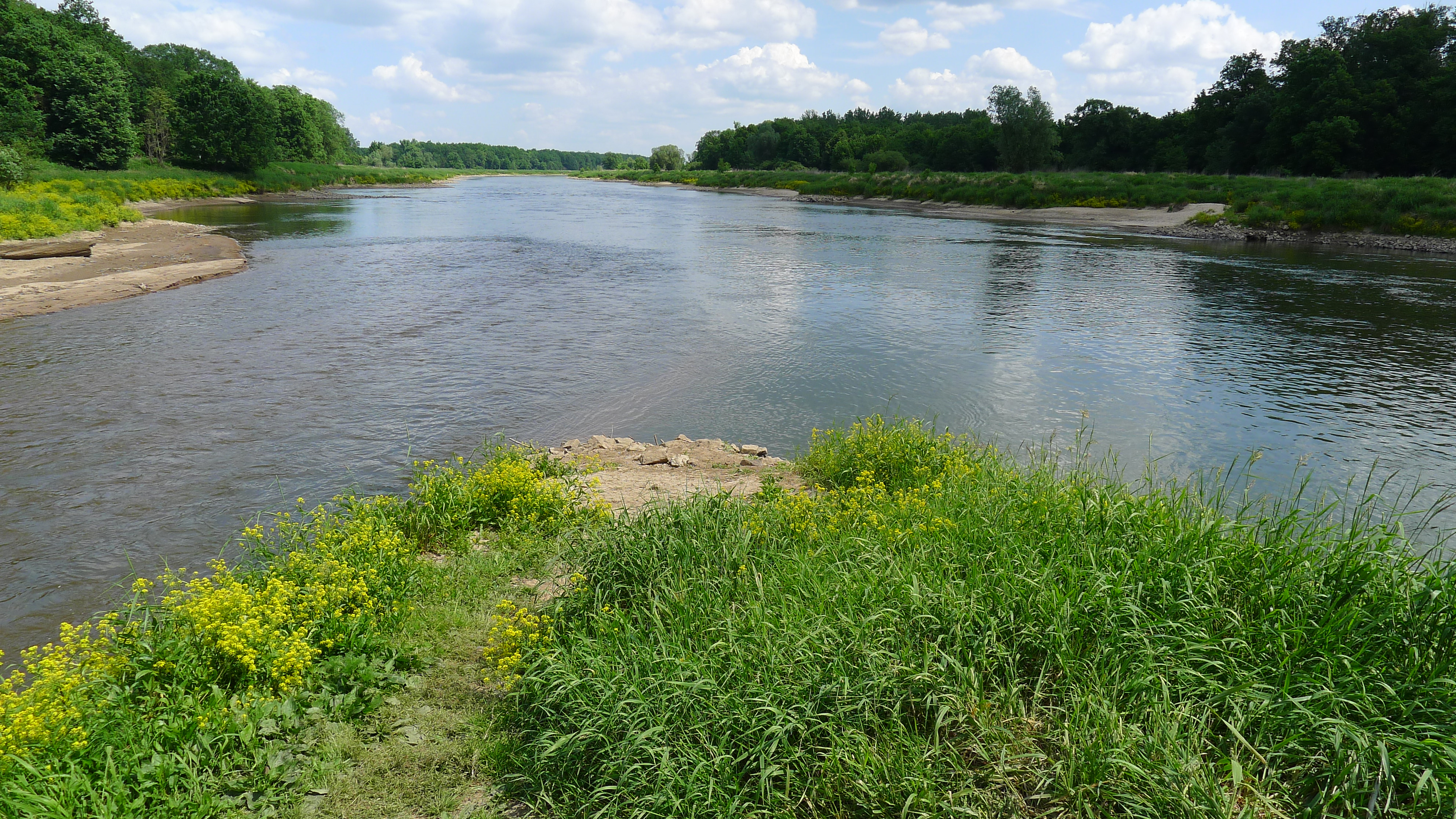
Ujście Kaczawy do Odry